# Alessandro Sampaoli
Alessandro Sampaoli (Milano, 28 settembre 1977) è un attore e regista italiano.

## Biografia
Proveniente dalla scuola di teatro di Quelli di Grock, è noto al pubblico italiano per il ruolo di Silvano Rogi nella popolare sitcom Camera Café.
Nell'autunno 2012, in coppia con l'attrice Debora Villa, partecipa e si classifica al primo posto nella prima edizione del reality di Rai 2 Pechino Express.

## Filmografia

### Cinema
- Call, regia di Riccardo Landi (2000)
- The Lake, regia di Robert Golden (2002)
- El Alamein - La linea del fuoco, regia di Enzo Monteleone (2002)
- Fame chimica, regia di Antonio Boccola e Paolo Vari (2003)
- Oggi sposi... niente sesso, regia di Shawn Levy (2003)
- Cose che ritornano, regia di Alessandro Garilli (2003) - Cortometraggio
- La rivincita di Natale, regia di Pupi Avati (2003)
- L'amore ritrovato, regia di Carlo Mazzacurati (2004)
- Doppio, regia di Eric Alexander (2006)
- No End, regia di Stefano Lodovichi (2007) - Cortometraggio
- +39, regia di Augusto Modigliani (2007) - Cortometraggio
- Solo un padre, regia di Luca Lucini (2008)
- Lacrime nere, regia di Max Croci (2010)
- Bar Sport, regia di Massimo Martelli (2011)
- Cena per due, regia di Niccolò Valentino (2018) - Cortometraggio

### Televisione
- Nebbia in Val Padana (1999), con Cochi e Renato - Rai Uno
- Bradipo (2000), con Andrea Pezzi - MTV Italia
- Camera Café (2003-2012, 2017) - Italia 1 - Mediaset - Prodotto da Magnolia
- La squadra (2005) - Rai 3
- Medici miei (2008) - Italia 1
- Fratelli Benvenuti (2010) - Canale 5 - Rete 4
- All Stars (2010) - Italia 1
- I Cesaroni (2010) - Canale 5, 4 episodi
- Masantonio - Sezione scomparsi, episodio 1x04 (2021) - Canale 5
- Blocco 181 (2022) - Sky Atlantic

## Programmi televisivi
- Stasera niente MTV (2008), con Ambra Angiolini - MTV Italia

### Reality show
- Pechino Express (2012) - Rai 2 - Vincitore con Debora Villa

## Teatro
- Hotel Atlantique (1997) regia Maurizio Salvalalio
- Officina Pinocchio (1998) regia di Claudio Intropido
- Bar Lume (1998) regia di D. Allegra
- Caos (1999) regia di C. Intropido
- Le nozze dei piccoli borghesi (2000) regia di C. D'Elia
- Le clé du Chapiteau (2001) regia di Claudio Intropido
- Molti amori (diversi odii) (2002) regia di V. Talenti
- Troiane (2005) regia di Serena Sinigaglia
- Opera notte (2007) regia di V. Talenti
- Ithaque (2010/2011) regia Jean Louis Martinelli (Parigi, Théâtre des Amandiers)
- Giulietta e Romeo (2010) regia Alexander Zeldin (Napoli, Teatro Festival Italia)
- La Muta di Portici (2012) regia Emma Dante (Parigi, Opèra)
- Birthday Party (2016) regia Peter Stein
- Ieri è un altro giorno (2017) regia Éric Civanyan
- Il fanciullino (2019) regia Renata Ciaravino

## Regista
- Al posto suo (2016) cortometraggio con Paolo Briguglia, Pia Engleberth (soggetto, sceneggiatura, regia)
- Home (2017) cortometraggio con Roberta Rovelli, Linda Gennari, Alice Bachi (soggetto, sceneggiatura, regia)
- Still Dance (2017) cortometraggio con Renato Scarpa, Greta Scarano, Michele Alhaique, Arianna Scommegna (soggetto, sceneggiatura, regia)
- Pepitas (2018) cortometraggio con Lino Guanciale, Ariella Reggio (soggetto, sceneggiatura, regia)
- Carne (2019) fashion film per N.21 di Alessandro Dell'Acqua
- La prima volta soli (2019) cortometraggio con Renato Avallone, Martina De Santis (soggetto, sceneggiatura, regia)
- Vite (2019) documentario in tre capitoli per Agedo su coming out, transessualità, omogenitorialità (soggetto, regia)